# Pieter Thijs
Pieter Thijs, Peter Thijs ou Pieter Thys (Anvers, 1624 - Anvers, 1677) est un peintre flamand de portraits ainsi que de peintures religieuses et d'histoire. Cet artiste, qui a connu un grand succès, a reçu de nombreuses commandes des cours de Bruxelles et de La Haye, ainsi que de nombreuses institutions religieuses. Son œuvre est proche du style courtois et élégant d'Antoine van Dyck et ses suiveurs.

## Biographie
Pieter Thijs, fils de boulanger, est né dans une famille modeste. Thijs a eu trois maîtres. Il se forme en tant que peintre de panneaux de cabinets d'art chez Artus Deurwerdeers, apprenant le style pratiqué dans l'atelier de Frans Francken le Jeune, le beau-père de Deurwerdeers. Ensuite il s’entraine dans l’atelier d'Antoine van Dyck où Thijs apprend le portrait et la peinture d’histoire et commence à copier les grands maîtres. Thijs est considéré comme un des derniers élèves de van Dyck.

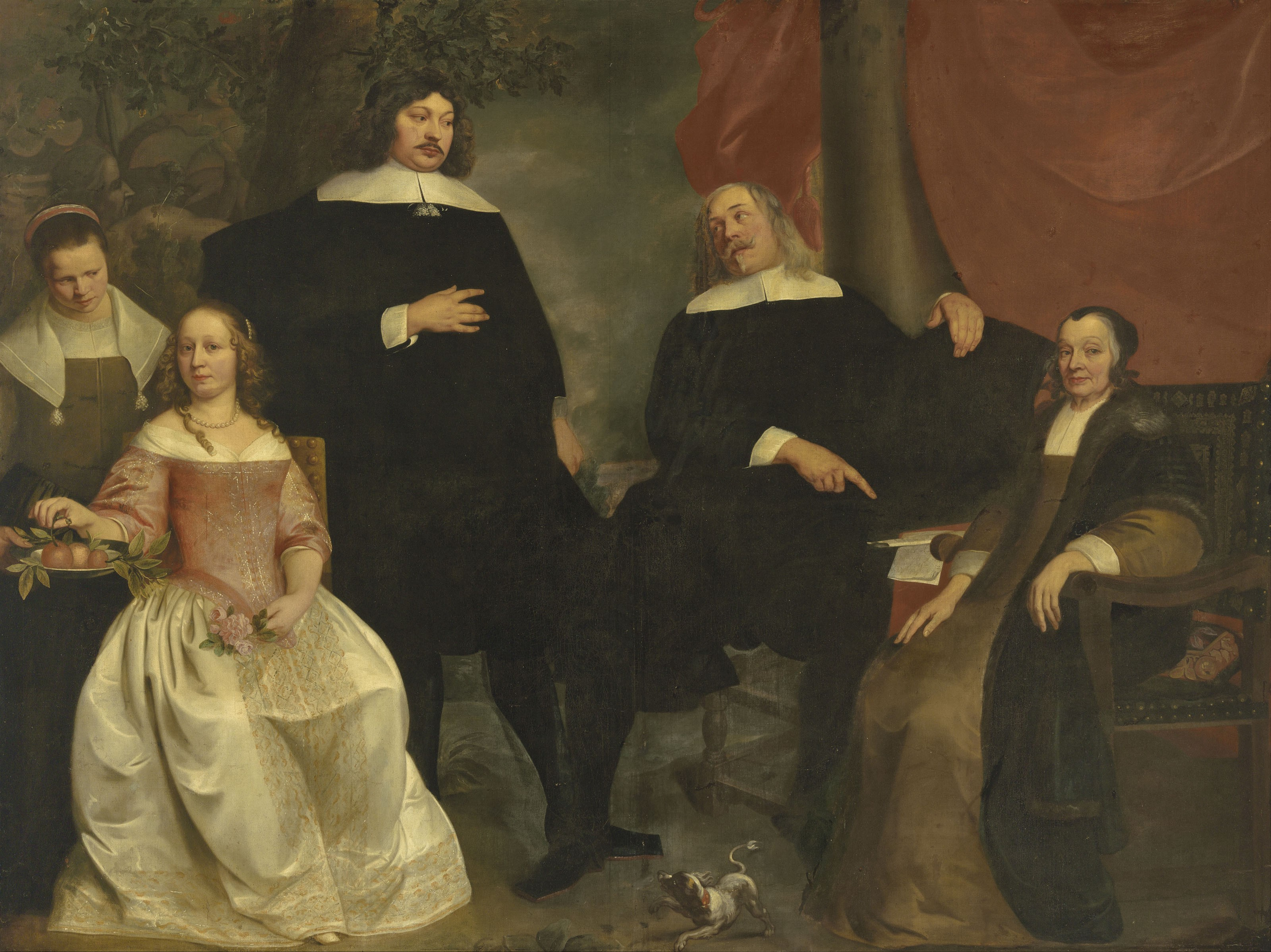
Portrait de famille avec contrat de mariage.

On estime qu'il poursuit sa formation avec Gonzales Coques, un important peintre de portraits et de peintures d'histoire à Anvers, surnommé "le petit van Dyck". Thijs continue de travailler dans l'atelier de Coques pendant plus de trois ans après être devenu maître de la guilde de Saint-Luc d'Anvers en 1644–1645,. Grâce à la présence de la collection de George Villiers, 1er duc de Buckingham, à Anvers, Thijs est en mesure d’étudier les peintures du Cinquecento.
Après avoir quitté l'atelier de Coques, Thijs entame une carrière réussie malgré la situation économique difficile qui règne à Anvers. Il maintient un atelier très occupé qui emploie une vingtaine d’apprentis au cours de sa carrière. Dans les années 1660, il reçoit des commissions suffisantes pour occuper six assistants. Il obtient de nombreuses commandes pour des retables dans des églises de Flandres et du Duché de Brabant ainsi que pour des portraits et peintures mythologiques de clients des Pays-Bas méridionaux et de la République néerlandaise. Grâce aux relations commerciales internationales de son beau-père, qui dirige une importante entreprise d'import-export à Anvers et possède des bureaux dans les principaux ports et villes d'Europe, il est en mesure de vendre ses peintures à une clientèle internationale et d'obtenir des commissions pour des retables dans Vienne et Croatie ainsi que pour la cathédrale de Cologne.

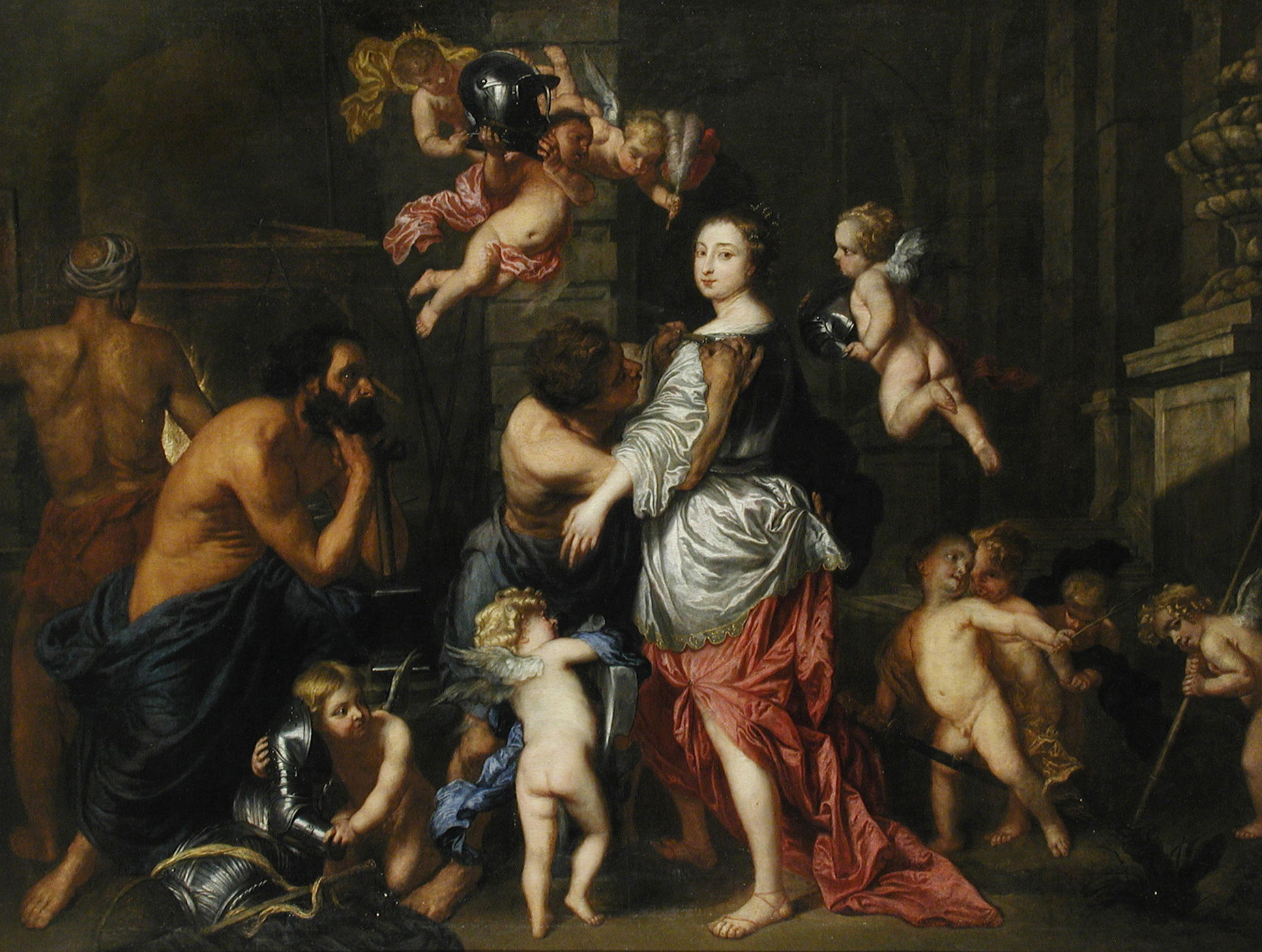
Vénus à la forge de Vulcain.

Thijs jouit du patronage royal. À partir de 1647, il devient portraitiste et créateur de cartons pour tapisseries pour l'archiduc Léopold-Guillaume de Habsbourg, alors gouverneur général des Pays-Bas espagnols, tout en prenant des commandes de la part de la rivale Maison d'Orange-Nassau à La Haye. Il collabore aux décorations de Huis Honselaarsdijk, le palais de Frédéric-Henri d'Orange-Nassau, prince d'Orange près de La Haye (aujourd'hui disparu).
Thijs épouse Constantia van der Beken le 19 mars 1648. Le couple a six filles et quatre fils. Leur fils Pieter Pauwel Thijs (1652-1679) devient peintre mais meurt jeune. Après la mort de sa première femme, il épouse Anna Bruydegom le 2 juillet 1670.
Thijs joue un rôle majeur dans la vie culturelle anversoise. Il est doyen et trésorier de la Guilde de Saint-Luc d'Anvers et supporte le développement de la Chambre de rhétorique de la Guilde appelée Violieren. Il réussit à persuader le dramaturge local Willem Ogier de composer plusieurs œuvres pour le théâtre.
Thijs entraîne son fils Pieter Pauwel et Jan Fransicus Lauwereyssens.

## Œuvre
Pieter Thijs produit des compositions allégoriques et mythologiques pour les cours des Pays-Bas espagnols et de la République néerlandaise, ainsi que pour les églises et les monastères locaux. Il est également recherché en tant que portraitiste par la cour et la bourgeoisie locale.

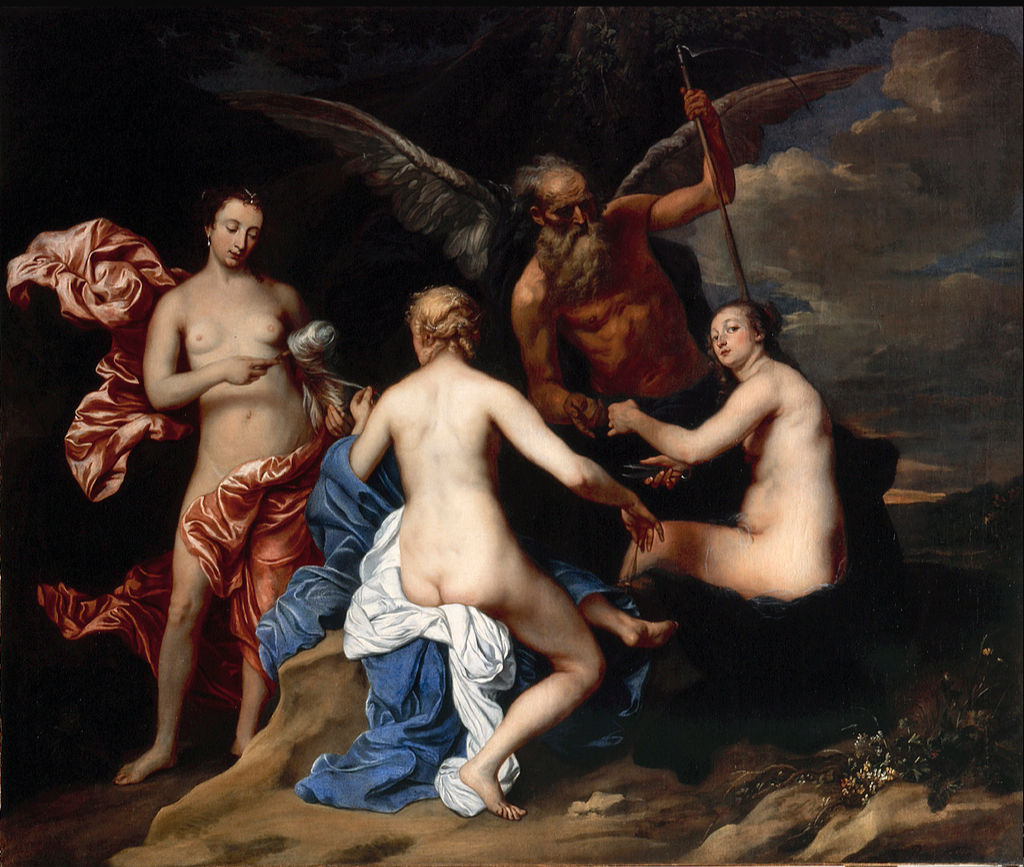
Le Temps et les Trois Destins.

Dans le passé, sa réputation a souffert des erreurs d'attribution de son œuvre. Comme son style est proche de celui de van Dyck et des adeptes de van Dyck, les œuvres de Thijs ont souvent été attribuées à van Dyck et à des artistes travaillant dans le langage van Dyckian tels que Thomas Willeboirts Bosschaert, Jan Boeckhorst et Érasme Quellin le Jeune. Avec la redécouverte de l'artiste, des œuvres ont été réattribuées à Pieter Thijs. Les styles de Thomas Willeboirts, Bosschaert et Thijs étant très proches, des divergences de vue subsistent quant aux attributions de certaines œuvres à l'un ou l'autre artiste. La principale caractéristique des styles des deux artistes réside dans le fait que l'œuvre de Willeboirts Bosschaerts utilise un pinceau plus souple et affiche une humanité et une sensualité distinctes, en particulier des personnages féminins. Thijs, en revanche, applique la peinture de manière plus serrée et plus épaisse, et ses personnages expriment leurs émotions avec plus de décorum et de théâtralité contenue.
L'influence de van Dyck sur le style de Thijs est due à sa relation de collaboration directe avec van Dyck. D'autres influences sont Thomas Willeboirts Bosschaert et Gonzales Coques, deux suiveurs de van Dyck, ainsi que les prédécesseurs de Thijs travaillant pour les cours de Bruxelles et de La Haye qui ont manifesté une préférence pour le style courtois raffiné de van Dyck.
Thijs s'est révélé être un peintre éclectique qui ne cherchait pas l'originalité mais s'adaptait et empruntait aux styles d'autres artistes quand, à son avis, la commande l'exigeait.